# Gregor Mühlberger
Gregor Mühlberger, né le 4 avril 1994 à Haidershofen, est un coureur cycliste autrichien, membre de l'équipe Movistar.

## Biographie
En juillet 2015, l'équipe allemande Bora-Argon 18 annonce que Mühlberger rejoint ses rangs en tant que stagiaire à partir du 1er août. Le 31 de ce mois, il est engagé définitivement, pour deux ans dans la formation allemande.
En août 2018, il remporte une étape et termine huitième du BinckBank Tour.
Il se distingue en 2020 dès le Challenge de Majorque, 3e du Trofeo Serra de Tramuntana, remporté par son coéquipier Emanuel Buchmann, et 2e du Trofeo Pollença-Andratx, seulement devancé par Marc Soler. Il enchaîne par le Tour des Émirats arabes unis où Rafał Majka prend la 5e place du classement général. Du fait de la pandémie de Covid-19, il ne reprend la compétition qu'en juillet sur le Tour de Sibiu où il remporte deux étapes, le classement général, le classement par points et le classement du meilleur grimpeur. Le 1er août, il termine 11e des Strade Bianche. Retenu pour prendre part au Critérium du Dauphiné, il chute dans la descente du col de Plan Bois lors de la quatrième étape et abandonne. Il est tout de même au départ du Tour de France deux semaines plus tard. Malade sur l'épreuve, il abandonne lors de la onzième étape. Présent dans l'échappée matinale du Tour des Flandres (100e), il chute en voulant se débarrasser de sa musette lors d'un ravitaillement.
En fin de contrat avec Movistar en décembre 2023, l'équipe annonce en octobre la prolongation de celui-ci jusqu'en fin d'année 2025.

## Palmarès

### Palmarès par année
- 2012
  - 2e du championnat d'Autriche sur route juniors
  - 3e du championnat d'Autriche de cyclo-cross juniors
- 2013
  - 3e du championnat d'Autriche du contre-la-montre espoirs
- 2014
  -  Champion d'Autriche sur route espoirs
  -  Champion d'Autriche du contre-la-montre espoirs
  - Prologue de l'Istrian Spring Trophy
  - Trofeo Banca Popolare di Vicenza
  - Carpathian Couriers Race :
    - Classement général
    - 3e étape (contre-la-montre)

  - 3e étape du Tour de Haute-Autriche
  - 2e du Tour de Haute-Autriche
  - 2e du championnat d'Autriche du contre-la-montre
  - 2e du championnat d'Autriche sur route
- 2015
  -  Champion d'Autriche du contre-la-montre espoirs
  - Grand Prix Izola
  - Course de la Paix espoirs :
    - Classement général
    - 2e étape

  - Raiffeisen Grand Prix
  - Tour de Haute-Autriche :
    - Classement général
    - 4e étape

  - 2e du championnat d'Autriche sur route espoirs
  - 2e du Giro del Belvedere
- 2016
  -  Champion d'Autriche sur route espoirs
  - 2e du championnat d'Autriche sur route
  - 2e du Rad am Ring
- 2017
  -  Champion d'Autriche sur route
  - Tour de Cologne
- 2018
  - 6e étape du BinckBank Tour
  - 2e du Trofeo Lloseta-Andratx
  - 8e du BinckBank Tour
  - 10e du Strade Bianche
- 2019
  - 3e du championnat d'Autriche sur route
- 2020
  - Sibiu Cycling Tour : 
    - 1re et 3e a (contre-la-montre) étapes

  - 2e du Trofeo Pollença-Andratx
  - 3e du Trofeo Serra de Tramuntana
- 2023
  -  Champion d'Autriche sur route
  - 4e étape du Tour des Alpes
  - 2e étape du Tour d'Allemagne
- 2024
  - 2e du championnat d'Autriche sur route
  - 2e de la Coppa Sabatini

### Résultats sur les grands tours

#### Tour de France
7 participations
- 2018 : 76e
- 2019 : 25e
- 2020 : abandon (11e étape)
- 2022 : 29e
- 2023 : 44e
- 2024 : 56e
- 2025 : 18e

#### Tour d'Italie
1 participation
- 2017 : 41e

#### Tour d'Espagne
3 participations
- 2016 : 114e
- 2019 : abandon (5e étape)
- 2022 : 50e

### Classements mondiaux
| Année                                 | 2014 | 2015 | 2016 | 2017 | 2018 | 2019 | 2020 | 2021  | 2022 | 2023 | 2024 |
| ------------------------------------- | ---- | ---- | ---- | ---- | ---- | ---- | ---- | ----- | ---- | ---- | ---- |
| UCI World Tour                        |      |      | nc   | 269e | 123e |      |      |       |      |      |      |
| Classement mondial                    |      |      | 494e | 222e | 192e | 383e | 115e | 1151e | 838e | 328e | 273e |
| UCI Europe Tour                       | 31e  | 28e  | 278e | 120e | 324e | 305e | 96e  | 852e  | 624e | nc   | nc   |
| UCI Asia Tour                         | 273e | nc   | nc   | nc   | nc   |      |      |       |      |      |      |
|                                       |      |      |      |      |      |      |      |       |      |      |      |
| Légende : nc = non classéSource : UCI |      |      |      |      |      |      |      |       |      |      |      |